# Norsktoppen
Norsktoppen var en hitlista sänd i radio av Norsk Rikskringkasting en gång per vecka. Norsktoppen startade den 20 januari 1973. Svensktoppen, som hade premiär i oktober 1962, var förebild vid starten. Fram till den 10 maj 1986 tillät Norsktoppen bara sånger med text på norska, samt instrumentala melodier. Ändringen medförde att många melodier med sång på engelska testades sedan dess.
1986 års språkförändringar blev föremål för protester, och kulturpolitiskt var detta en hätsk fråga. Vissa artister bojkottade programmet. Protesterna avtog efter hand.
Omröstningen genomfördes ursprungligen med juryfamiljer. Från 1986 tilläts lyssnare ringa in och rösta medan programmet sände. Den 11 september 1999 tog Kristian Lindemann över som programledare, och de ringande lyssnarna fick nu avgöra tillsammans med Internetomröstande och en jury.
Den 21 februari 2008 meddelades att Norsktoppen skulle läggs ned från slutet av samma år. Den 20 december 2008 sändes programmet för sista gången.